# Faith, Hope + Fury
Faith, Hope + Fury är det tredje studioalbumet av den polska sångerskan Pati Yang, utgivet den 27 mars 2009 på EMI Poland. Pati Yang skrev och producerade albumet tillsammans med sin dåvarande man Stephen Hilton i London. I kontrast mot de två första, lite mer experimentella albumen, har Faith, Hope + Fury överlag mer popinfluenser och är inte lika bakåtlutade. Mest avvikande är den gitarrdrivna "Outside". De tidigare influenserna av triphop finns emellertid kvar i låtar som "Summer of Tears" och "The Boy in Your Eyes".
Faith, Hope + Fury uppnådde plats 25 på den polska albumlistan och fick även en nominering vid 2010 års Nagroda Muzyczna Fryderyk för årets alternativa musikalbum (album roku muzyka alternatywna). Albumets enda singel, "Stories from Dogland", släpptes den 16 oktober samma år. Den innehåller en remix av FlyKKiller, ett musikprojekt av Pati Yang och Stephen Hilton.

## Låtlista
Alla låtar är skrivna och komponerade av Pati Yang och Stephen Hilton. 
| Nr  | Titel                | Längd |
| --- | -------------------- | ----- |
| 1.  | Summer of Tears      | 4:22  |
| 2.  | The Boy in Your Eyes | 4:05  |
| 3.  | Stories from Dogland | 4:00  |
| 4.  | Over                 | 3:41  |
| 5.  | Supernatural         | 3:40  |
| 6.  | Red Hot Black        | 3:34  |
| 7.  | Timebomb             | 3:28  |
| 8.  | A Little Wrong       | 3:52  |
| 9.  | Strange Friends      | 3:44  |
| 10. | Outside              | 4:16  |
| 11. | Coming Home          | 4:34  |

## Medverkande
- Pati Yang – sång, keyboard, xylofon, omslagsdesign, producent
- Leo Abrahams – gitarr (2)
- Zach Danziger  – trummor
- Matt Dunkley – blåsinstrument
- Geoff Foster – ljudtekniker
- Stephen Hilton – bas, gitarr, keyboard, piano, melodica, programmering, mixning, producent
- Woodrow Wilson Jackson III – gitarr (3)
- Scott Kinsey – Wurlitzer-piano
- Glenn Leyburn – logodesign
- Hugoth Nicolson – ljudtekniker
- Wesley Seidman – assistent
- Noel Summerville – mastering
- Stanisław Sojka – piano (11)
- Joe Zawinul – gitarr (8)

Källa

## Listplaceringar
| Lista (2009)       | Högsta position |
| ------------------ | --------------- |
| Polska albumlistan | 25              |